# Camp Lazlo
Camp Lazlo (no Brasil, O Acampamento de Lazlo) é uma série de desenho animado estadunidense que foi produzida e exibida pelo Cartoon Network e criada por Joe Murray, que também criou A Vida Moderna de Rocko. A série estreou em 8 de julho de 2005 no Cartoon Network dos Estados Unidos.
A série estreou no dia 8 de julho de 2005 nos Estados Unidos, tendo a sua primeira transmissão no Brasil em 4 de novembro do mesmo ano. Ambas são exibidas pelo Cartoon Network, e tiveram o primeiro episódio, Parasitic Pal (no Brasil, Amigo Parasita). Suas produções terminaram em 27 de março de 2008.
O desenho foi o ganhador, em 2006, da melhor série animada para crianças, e a melhor série animada para todas as idades. Lazlo também conseguiu ganhar o melhor personagem criado, que foi anunciado em um festival em Positano, na Itália. Esse foi o segundo ano consecutivo, que uma série original do Cartoon Network foi ganhadora, o primeiro foi Blooregard Q. Kazoo de A Mansão Foster para Amigos Imaginários.

## Sinopse
O desenho conta a história sobre um acampamento chamado, Acampamento Rim, que é conhecido por todo mundo que é velho, com cabanas antigas, com um pier quebrado e sendo o pior acampamento que existe. Seu chefe é um alce chamado Sr. Alce Lumpus, ele é totalmente relaxado, e explora os escoteiros e seu assistente Bananinha, uma lesma banana, que segue, rigorosamente, todas as regras do Manual dos escoteiros, para que seu chefe não seja dispensado. Mas para o azar de Lumpus, o Comandante Severo, considerado um terror por ele, está sempre vigiando tudo que acontece. Lumpus é apaixonado pela chefe das bandeirantes, a Srta. Jane Dócil, que tenta a impressionar, dando presentes para ela poder-se casar com ele, como flores, apesar dela não ligar muito para isso.
No acampamento existem trés escoteiros chamados Lazlo, Raj e Rino que vivem em uma cabana nomeada por eles de "Gelatina". Juntos eles são conhecidos como, o "quarteto Gelatina", e aprontam as maiores confusões com os outros escoteiros, principalmente com Eduardo, e o chefe Lumpus. O trio sempre está bolando novos planos, como ajudar seu chefe a conseguir uma namorada, mas tudo sempre termina em desastre. Do outro lado do Lago Vazante, estão as maiores inimigas dos escoteiros, as bandeirantes. Os dois grupos estão sempre envolvidos em desafios, como de sentar em pinhas, e de mergulhar em poças de lama, mas apesar da rivalidade, Lazlo tem até uma amiga bandeirante, a fuinha Patsy.

### Lazlo
Ele é o líder do Trio Gelatina e é um Macaco-aranha brasileiro. Ele tem muita imaginação e para encarar a rotina do acampamento, dá um jeito de resolver tudo com a criatividade. Está sempre se divertindo com todos do acampamento, apesar de ser considerado uma peste para Eduardo e o chefe Lumpus. Seus melhores amigos são o tímido elefante indiano Raj e Rino, o o quieto rinoceronte pigmeu albino, que moram na mesma cabana dele. Sua melhor amiga no Acampamento das Bandeirantes é Patsy.

### Raj
É um elefante que nasceu na Índia, Raj foi para o Acampamento Rim porquê seus pais achavam que ele precisava ser mais durão. Ele é o 2° escoteiro mais organizado do acampamento, só atrás do Simão, e morre de medo de quase tudo. Apesar de Raj ser medroso ele nunca perde uma só  aventura com seus amigos da cabana Gelatina. Ele adora comer marshmallows e contar histórias para os outros escoteiros. Um de seus maiores medos são os insetos, apenas em um episódio demonstra não sentir mais medo.

### Rino
Ele é um rinoceronte albino sul-africano. É o menor de todos e também é um grande gênio. Ele consegue pintar a Mona Lisa em 10 segundos, montar um quebra cabeça em 7 segundos e tocar música muito bem. É um amigo carinhoso e gosta de descobrir como as coisas funcionam. Apesar de parecer não prestar para nada, Rino é na verdade muito inteligente. Ele adora encarar grandes aventuras. Rino fala muito pouco e na maioria das vezes, repete tudo que os outros dizem no final. A fruta que Rino mais gosta é a groselha.

## Cenários da série

### Acampamento Rim
O Acampamento Rim era, antigamente, um acampamento organizado em que todos os escoteiros seguiam, rigorosamente, todas as suas regras e passavam o seu verão. Seu chefe, o Sr. Alce Lumpus, e seu assistente, Bananinha, eram muito respeitados por todos os escoteiros. Mas com a chegada de Lazlo, que apenas pensava em se divertir, os outros escoteiros seguiram o seu exemplo, e o Acampamento Rim deixou de ser respeitado e passou a ficar velho, com cabanas quebradas e sendo, conhecido, como o pior acampamento que existe.
Apesar de ser sujo e velho, os escoteiros não ligam para isso. O chefe Lumpus não liga para os escoteiros e, na maioria das vezes, sempre os usa para poder conseguir se casar com a chefe das bandeirantes, a Srta. Jane Docil. No Acampamento Rim existe a Cabana Gelatina, Cabana Pinto, Cabana Fava e outras.

### Acampamento das Bandeirantes
Ao contrário do Acampamento Rim, o Acampamento das Bandeirantes, que fica do outro lado do Lago Vazante, é muito organizado e conhecido por todos. Sua chefe é a Srta. Jane Docil e sua ajudante é Rubella Mucus, que sempre deixa todas as bandeirantes em boa forma física.

### Prickly Pines
Prickly Pines é a cidade mais próximas dos acampamentos, ela é banhada pelo Lago Vazante. Possui uma churrascaria, lojas de ferragens, a estátua do fundador e todo ano ocorre o festival de carros alegóricos. Em alguns episódios da série, Lazlo, Raj e Rino foram tentar vender feijão, para poder mostrar que seu acampamento não é muito velho, em relação ao das bandeirantes.

### Lago Vazante
O Lago Vazante é o maior lago da região, não se sabe se tem ligação com outra área fluvial da cidade. Ele banha vários lugares, é bem fundo e possui algumas sanguessugas. Os escoteiros do Acampamento Rim sempre pescam no Lago Vazante, mas nunca conseguiram pegar algum peixe, apenas as bandeirantes.

## Episódios
As produções de Lazlo começaram com o primeiro episódio, Parasitic Pal (no Brasil, Amigo Parasita) estreado no dia 8 de Julho de 2005. Tendo o término no dia 27 de Março de 2008 tendo 5 temporadas no total. Também foram produzidos dois especiais e alguns episódios curtos.

## Produção
Após o final das produções de A Vida Moderna de Rocko, Joe Murray manteve um caderno de ideias para criar personagens para uma nova série de desenho animado para televisão e também para livros quando ele ainda visitava seu acampamento de verão na sua infância durante 4 a 5 anos. Murray também fazia personagens se inspirando em alguns dos Looney Tunes, como o Pernalonga, e Zé Colmeia da Hanna-Barbera. Joe pretendia criar uma série para a televisão sobre um grupo de escoteiros que não teria nenhum tipo de uma grande tecnologia que era usada na época, apenas teria a natureza.
Linda Simensky, que anteriormente tinha trabalhado com Murray nas produções de A Vida Moderna de Rocko na Nickelodeon, tinha se transferido para o canal Cartoon Network e convidou Murray para ajudar a criar uma nova série. Após uma felicidade do início, Joe Murray enviou uma sugestão à Simesky para a série se chamar de 3 Bens. Simesky não tinha gostado do título, de forma causou à Joe Murray de mudar o nome para Camp Lazlo. Quando a autorização para poder criar a série foi dada, Murray decidiu trazer Mark O'Hare como o seu co-produtor.
Joe Murray pediu para muitos de seus agentes, que criaram o desenho, Rocko's Modern Life, para que voltassem na criação de Lazlo, porquê sua equipe já tinha muita experiência em desenhos animados e com seu criador.
Murray também pediu a Tom Kenny que voltasse a usar a sua excelente voz aos personagens de seu novo desenho, pois gostou muito de sua participação em Rocko's Modern Life.
A produção de O Acampamento de Lazlo começaram em 2004 e terminaram em 2007. Sendo exibidas no Cartoon Network entre 2005 e 2008 tendo um total de 61 episódios, sendo deles um filme de uma hora.

## Prêmios
| Episódio                       | Resultado                                                            | Ano  |
| ------------------------------ | -------------------------------------------------------------------- | ---- |
| Olá Boneca / Over Cooked Beans | Nomeado na categoria de "Programas com duração de menos de uma hora" | 2006 |
| Cadê o Lazlo                   | Vencedor na categoria de "Programas de uma hora ou mais"             | 2007 |
| Lazlo's First Crush            | Vencedor na categoria de "Progrmas de classes especiais"             | 2008 |

## Vídeo Game
O desenho possui o vídeo game para o Game Boy Advance da Nintendo chamado, Camp Lazlo: Leaky Lake Games. Foi lançado no dia 6 de Novembro de 2006 nos Estados Unidos e Um para Playstation 2 chamado Camp Lazlo: Cadê o Lazlo (cancelado).

## Elencos de vozes
| Personagem        | Voz Original     | Dublagem Brasileira                              |
| ----------------- | ---------------- | ------------------------------------------------ |
| Lazlo             | Carlos Alazraqui | Sérgio Stern                                     |
| Raj               | Jeff Bennett     | Guilherme Briggs                                 |
| Rino              | Carlos Alazraqui | Marco Antônio Costa                              |
| Chefe Lumpus      | Tom Kenny        | Samir Murad                                      |
| Bananinha         | Tom Kenny        | Eduardo Borgerth                                 |
| Eduardo           | Doug Lawrence    | Jorge Lucas                                      |
| Abel e Caio       | Stevie Little    | José Luiz Barbeito (Abel) e Ronaldo Júlio (Caio) |
| Dave e Ping Pong  | Doug Lawrence    | Duda Espinoza (Dave) e Clécio Souto (Ping Pong)  |
| Simão             | Jeff Bennett     | Marcelo Garcia                                   |
| Comandante Severo | Jeff Bennett     | Pietro Mário                                     |
| Chefe McMuesli    | Carlos Alazraqui | Luis Manuel                                      |
| Enfermeiro Leslie | Doug Lawrence    | Mauro Ramos                                      |
| Patsy             | Jodi Benson      | Rosane Corrêa                                    |